# Chilbosan (Sydkorea)
Chilbo-san är en kulle i Sydkorea.   Den ligger i provinsen Gyeonggi, i den nordvästra delen av landet, 30 km söder om huvudstaden Seoul. Toppen på Chilbo-san är 238 meter över havet, eller 188 meter över den omgivande terrängen. Bredden vid basen är 7,2 km.
Terrängen runt Chilbo-san är huvudsakligen platt. Runt Chilbo-san är det mycket tätbefolkat, med 1 177 invånare per kvadratkilometer. Närmaste större samhälle är Suwon-si, 7,6 km öster om Chilbo-san. I omgivningarna runt Chilbo-san växer i huvudsak blandskog.